# 1981-1982シーズンのNBA
1981-1982シーズンのNBAは、NBAの36回目のシーズンである。

## ドラフト
ドラフトではマーク・アグワイアがダラス・マーベリックスから全体1位指名を受けた。また全体2位指名でアイザイア・トーマスがデトロイト・ピストンズに入団している。ほか、バック・ウィリアムス、アル・ウッド、ダニー・ブレーンズ、オーランド・ウーリッジ、スティーブ・ジョンソン 、トム・チェンバース、ローランド・ブラックマン、アルバート・キング、フランク・ジョンソン、ケリー・トリピューカ、ダニー・シェイズ、ハーブ・ウィリアムス、ダーネル・バレンタイン、ラリー・ナンス、アルトン・リスター、ジェイ・ビンセント、ジーン・バンクス、エディー・ジョンソン、ダニー・エインジ、フランク・ブリッコウスキー、ルイス・ロイドらが指名を受けている。全体214位指名を受けたトニー・グウィンはMLBで、全体221位指名を受けたケニー・イーズリーはNFLで活躍した。
オールスターにはM・アグワイア、I・トーマス、B・ウィリアムズ、S・ジョンソン、T・チェンバース、R・ブラックマン、K・トリピューカ、L・ナンス、D・エインジの9人が選出されている。

## シーズン

### オールスター
- 開催日：1月31日
- 開催地：イーストラザフォード
- オールスターゲーム　イースト 120－118 ウエスト
- MVP：ラリー・バード　（ボストン・セルティックス）

### イースタン・カンファレンス
| Team                     | W  | L  | PCT. | GB |
| ------------------------ | -- | -- | ---- | -- |
| ボストン・セルティックス | 63 | 19 | .768 | -  |
| フィラデルフィア・76ers  | 58 | 24 | .707 | 5  |
| ニュージャージー・ネッツ | 44 | 38 | .537 | 19 |
| ワシントン・ブレッツ     | 43 | 39 | .524 | 20 |
| ニューヨーク・ニックス   | 33 | 49 | .402 | 30 |

| Team                           | W  | L  | PCT. | GB |
| ------------------------------ | -- | -- | ---- | -- |
| ミルウォーキー・バックス       | 55 | 27 | .671 | -  |
| アトランタ・ホークス           | 42 | 40 | .512 | 13 |
| デトロイト・ピストンズ         | 39 | 43 | .476 | 16 |
| インディアナ・ペイサーズ       | 35 | 47 | .427 | 20 |
| シカゴ・ブルズ                 | 34 | 48 | .415 | 21 |
| クリーブランド・キャバリアーズ | 15 | 67 | .183 | 40 |

### ウエスタン・カンファレンス
| Team                     | W  | L  | PCT. | GB |
| ------------------------ | -- | -- | ---- | -- |
| サンアントニオ・スパーズ | 48 | 34 | .585 | -  |
| ヒューストン・ロケッツ   | 46 | 36 | .561 | 2  |
| デンバー・ナゲッツ       | 46 | 36 | .561 | 2  |
| カンザスシティ・キングス | 30 | 52 | .366 | 18 |
| ダラス・マーベリックス   | 28 | 54 | .341 | 20 |
| ユタ・ジャズ             | 25 | 57 | .305 | 23 |

| Team                               | W  | L  | PCT. | GB |
| ---------------------------------- | -- | -- | ---- | -- |
| ロサンゼルス・レイカーズ           | 57 | 25 | .695 | -  |
| シアトル・スーパーソニックス       | 52 | 30 | .634 | 5  |
| フェニックス・サンズ               | 46 | 36 | .561 | 11 |
| ゴールデンステート・ウォリアーズ   | 45 | 37 | .549 | 12 |
| ポートランド・トレイルブレイザーズ | 42 | 40 | .512 | 15 |
| サンディエゴ・クリッパーズ         | 17 | 65 | .207 | 40 |

### スタッツリーダー
| 部門       | 選手                 | チーム                   | AVG  |
| ---------- | -------------------- | ------------------------ | ---- |
| 得点       | ジョージ・ガービン   | サンアントニオ・スパーズ | 32.3 |
| リバウンド | モーゼス・マローン   | ヒューストン・ロケッツ   | 14.7 |
| アシスト   | ジョニー・ムーア     | サンアントニオ・スパーズ | 9.6  |
| スティール | マジック・ジョンソン | ロサンゼルス・レイカーズ | 2.7  |
| ブロック   | ジョージ・ジョンソン | サンアントニオ・スパーズ | 3.1  |
| FG%        | アーティス・ギルモア | シカゴ・ブルズ           | 65.2 |
| FT%        | カイル・メイシー     | フェニックス・サンズ     | 89.9 |
| 3FG%       | キャンピー・ラッセル | ニューヨーク・ニックス   | 43.9 |

### 各賞
- 最優秀選手: モーゼス・マローン, ヒューストン・ロケッツ
- ルーキー・オブ・ザ・イヤー：バック・ウィリアムス, ミルウォーキー・バックス
- 最優秀コーチ賞: ジーン・シュー, ワシントン・ブレッツ

- All-NBA First Team:
  - ガス・ウィリアムス, シアトル・スーパーソニックス
  - ジョージ・ガービン, サンアントニオ・スパーズ
  - ジュリアス・アービング, フィラデルフィア・76ers
  - ラリー・バード, ボストン・セルティックス
  - モーゼス・マローン, ヒューストン・ロケッツ
- All-NBA Rookie Team:
  - バック・ウィリアムス, ニュージャージー・ネッツ
  - ジェイ・ヴィンセント, ダラス・マーベリックス
  - ケリー・トリピューカ, デトロイト・ピストンズ
  - アイザイア・トーマス, デトロイト・ピストンズ
  - ジェフ・ルーランド, ワシントン・ブレッツ
- NBA All-Defensive First Team:
  - マイケル・クーパー, ロサンゼルス・レイカーズ
  - デニス・ジョンソン, フェニックス・サンズ
  - ボビー・ジョーンズ, フィラデルフィア・76ers
  - コールドウェル・ジョーンズ, フィラデルフィア・76ers
  - ダン・ラウンドフィールド, アトランタ・ホークス

### シーズン概要
- 前季ファイナル進出を果たしたヒューストン・ロケッツは優勝を目指して、優勝経験を持つエルヴィン・ヘイズを獲得。50勝には届かなかったが、31.1得点14.7リバウンドを記録したモーゼス・マローンは自身2度目のMVPに選ばれた。一方ロケッツと共に前季のプレーオフを賑わせたカンザスシティ・キングスはオーティス・バードソングがチームを去り、4シーズンぶりにプレーオフ進出を逃した。
- 前季マジック・ジョンソンの故障でプレーオフ1回戦敗退となったロサンゼルス・レイカーズは、シーズン序盤にポール・ウェストヘッドがヘッドコーチを解任され、新たにパット・ライリーが就任し、カンファレンストップの勝率を収めた。
- 前季フェニックス・サンズとのトレードでデニス・ジョンソンを放出し、かわりにポール・ウェストファルを獲得したものの、故障者の続出でデビジョン最下位に沈んだシアトル・スーパーソニックスは、このシーズンにはガス・ウィリアムスが復活。ウェストファルは僅か1シーズンでチームを去り、ウィリアムス、ジャック・シクマ、フレッド・ブラウンら、デニス・ジョンソンを除いた1979年の優勝メンバーに戻った状態で52勝を記録した。
- 一時低迷していたデンバー・ナゲッツは3シーズンぶりにプレーオフに復帰。デビッド・トンプソンにかわりアレックス・イングリッシュがエースを務めるようになった。イングリッシュは80年代のナゲッツの顔となる。
- ニュージャージー・ネッツはNBA加盟以来初の勝率5割以上を達成し、3シーズンぶりにプレーオフに進出。このシーズンから加入したオーティス・バードソング、新人王を獲得したバック・ウィリアムスらがチームを支えた。
- ウェス・アンセルド、エルヴィン・ヘイズらが引退したワシントン・ブレッツは、1978年の優勝メンバーであるグレッグ・バラードや新人ジェフ・ルーランドの二枚看板体制となり、1シーズンぶりにプレーオフに復帰。
- 前季大きく負け越したアトランタ・ホークスは、ケビン・ローアリーのヘッドコーチ就任でプレーオフに復帰したが、1978年に結成されたジョン・ドリュー、エディー・ジョンソン、ダン・ラウンドフィールドのユニットは、このシーズンが最後となった。
- 低迷が続くデトロイト・ピストンズは、新人のアイザイア・トーマスの活躍で前季より18勝増となる39勝を記録。シーズン中にはクリーブランド・キャバリアーズからビル・レインビアを獲得しており、後に"バッドボーイズ"と呼ばれるチームの基礎が出来上がった。
- ゴールデンステート・ウォリアーズ、ポートランド・トレイルブレイザーズは勝率5割以上を記録しながらもプレーオフには届かなかった。前季に大型センターのジョー・バリー・キャロルをドラフトで獲得し再建を目指していたウォリアーズは、翌シーズンに主力のバーナード・キング、ワールド・B・フリーが相次いでチームを離れてしまう。

## プレーオフ・ファイナル
|  | 1回戦              | 1回戦                  | 1回戦          |          |                    | カンファレンス準決勝 | カンファレンス準決勝 | カンファレンス準決勝 |  |   | カンファレンス決勝 | カンファレンス決勝 | カンファレンス決勝 |   |  | ファイナル | ファイナル | ファイナル |
|  |                    |                        |                |          |                    |                      |                      |                      |  |   |                    |                    |                    |   |  |            |            |            |
|  |                    |                        |                |          |                    |                      |                      |                      |  |   |                    |                    |                    |   |  |            |            |            |
|  |                    | 1                      | レイカーズ     | 4        |                    |                      |                      |                      |  |   |                    |                    |                    |   |  |            |            |            |
|  |                    |                        |                | 4        |                    |                      |                      |                      |  |   |                    |                    |                    |   |  |            |            |            |
|  |                    |                        | 5              | サンズ   | 0                  |                      |                      |                      |  |   |                    |                    |                    |   |  |            |            |            |
|  | 4                  | ナゲッツ               | 5              | サンズ   | 0                  | 1                    |                      |                      |  |   |                    |                    |                    |   |  |            |            |            |
|  | 4                  | ナゲッツ               |                |          |                    | 1                    |                      |                      |  |   |                    |                    |                    |   |  |            |            |            |
|  | 5                  | サンズ                 | 2              |          |                    |                      |                      |                      |  |   |                    |                    |                    |   |  |            |            |            |
|  | 5                  | サンズ                 | 2              |          |                    |                      |                      |                      |  | 1 | レイカーズ         | 4                  |                    |   |  |            |            |            |
|  | Western Conference |                        |                |          |                    |                      |                      |                      |  | 1 | レイカーズ         | 4                  |                    |   |  |            |            |            |
|  |                    | 2                      | スパーズ       | 0        |                    |                      |                      |                      |  |   |                    |                    |                    |   |  |            |            |            |
|  | 3                  | 2                      | スパーズ       | 0        | スーパーソニックス | 2                    |                      |                      |  |   |                    |                    |                    |   |  |            |            |            |
|  | 3                  |                        |                |          | スーパーソニックス | 2                    |                      |                      |  |   |                    |                    |                    |   |  |            |            |            |
|  | 6                  | ヒューストン・ロケッツ | 1              |          |                    |                      |                      |                      |  |   |                    |                    |                    |   |  |            |            |            |
|  | 6                  | ヒューストン・ロケッツ | 1              |          | 3                  | スーパーソニックス   | 1                    |                      |  |   |                    |                    |                    |   |  |            |            |            |
|  |                    |                        |                |          | 3                  | スーパーソニックス   | 1                    |                      |  |   |                    |                    |                    |   |  |            |            |            |
|  |                    |                        | 2              | スパーズ | 4                  |                      |                      |                      |  |   |                    |                    |                    |   |  |            |            |            |
|  |                    |                        | 2              | スパーズ | 4                  |                      |                      |                      |  |   |                    |                    |                    |   |  |            |            |            |
|  |                    |                        |                |          |                    |                      |                      |                      |  |   |                    |                    |                    |   |  |            |            |            |
|  |                    |                        |                |          |                    |                      |                      |                      |  |   |                    |                    |                    |   |  |            |            |            |
|  |                    |                        |                |          |                    |                      |                      |                      |  |   |                    | W1                 | レイカーズ         | 4 |  |            |            |            |
|  |                    |                        |                |          |                    |                      |                      |                      |  |   |                    |                    |                    |   |  |            |            |            |
|  |                    | E3                     | 76ers          | 2        |                    |                      |                      |                      |  |   |                    |                    |                    |   |  |            |            |            |
|  |                    | E3                     | 76ers          | 2        |                    |                      |                      |                      |  |   |                    |                    |                    |   |  |            |            |            |
|  |                    |                        |                |          |                    |                      |                      |                      |  |   |                    |                    |                    |   |  |            |            |            |
|  |                    |                        |                |          |                    |                      |                      |                      |  |   |                    |                    |                    |   |  |            |            |            |
|  |                    | 1                      | セルティックス | 4        |                    |                      |                      |                      |  |   |                    |                    |                    |   |  |            |            |            |
|  |                    |                        |                | 4        |                    |                      |                      |                      |  |   |                    |                    |                    |   |  |            |            |            |
|  |                    |                        | 5              | ブレッツ | 1                  |                      |                      |                      |  |   |                    |                    |                    |   |  |            |            |            |
|  | 4                  | ネッツ                 | 5              | ブレッツ | 1                  | 0                    |                      |                      |  |   |                    |                    |                    |   |  |            |            |            |
|  | 4                  | ネッツ                 |                |          |                    | 0                    |                      |                      |  |   |                    |                    |                    |   |  |            |            |            |
|  | 5                  | ブレッツ               | 2              |          |                    |                      |                      |                      |  |   |                    |                    |                    |   |  |            |            |            |
|  | 5                  | ブレッツ               | 2              |          |                    |                      |                      |                      |  | 1 | セルティックス     | 3                  |                    |   |  |            |            |            |
|  | Eastern Conference |                        |                |          |                    |                      |                      |                      |  | 1 | セルティックス     | 3                  |                    |   |  |            |            |            |
|  |                    | 3                      | 76ers          | 4        |                    |                      |                      |                      |  |   |                    |                    |                    |   |  |            |            |            |
|  | 3                  | 3                      | 76ers          | 4        | 76ers              | 2                    |                      |                      |  |   |                    |                    |                    |   |  |            |            |            |
|  | 3                  |                        |                |          | 76ers              | 2                    |                      |                      |  |   |                    |                    |                    |   |  |            |            |            |
|  | 6                  | ホークス               | 0              |          |                    |                      |                      |                      |  |   |                    |                    |                    |   |  |            |            |            |
|  | 6                  | ホークス               | 0              |          | 3                  | 76ers                | 4                    |                      |  |   |                    |                    |                    |   |  |            |            |            |
|  |                    |                        |                |          | 3                  | 76ers                | 4                    |                      |  |   |                    |                    |                    |   |  |            |            |            |
|  |                    |                        | 2              | バックス | 2                  |                      |                      |                      |  |   |                    |                    |                    |   |  |            |            |            |
|  |                    |                        | 2              | バックス | 2                  |                      |                      |                      |  |   |                    |                    |                    |   |  |            |            |            |
|  |                    |                        |                |          |                    |                      |                      |                      |  |   |                    |                    |                    |   |  |            |            |            |

- ワシントン・ブレッツはニュージャージー・ネッツを破ってカンファレンス準決勝に進出。次にブレッツがカンファレンス準決勝に進出するのは、ワシントン・ウィザーズに名を変えた23年後の2005年のことである。

### レイカーズvs76ers再び
ロサンゼルス・レイカーズはマジック・ジョンソンというスーパースターを獲得したその年にいきなり優勝を手にし、前途洋洋の80年代をスタートしたかに見えたが、その内情は問題だらけだった。前季のレイカーズはマジックが故障で45試合を欠場、それでも54勝28敗の好成績を残すも、プレーオフに入るとマジックとノーム・ニクソンの確執が表面化し、1回戦でヒューストン・ロケッツの前に敗退。さらにシーズン前にジャマール・ウィルクスが愛娘を亡くすという悲劇に見舞われている。新シーズンに入ると今度はマジックとヘッドコーチのポール・ウェストヘッドとの間で衝突が起き、マジックはチームに対してトレード要求までした。チームはマジック残留を優先し、11試合を消化したところでウェスヘッドを解任。そして新ヘッドコーチとして迎えられたのが、パット・ライリーだった。
常に問題の中心に居たマジックは、ホームのグレート・ウェスタン・フォーラムでもブーイングを浴び、ロード戦ではさらに盛大なブーイングと罵声で迎えられた。さらに100万ドル契約で獲得したミッチ・カプチャックは膝の故障でシーズンの大半を欠場、続けて大黒柱のカリーム・アブドゥル＝ジャバーも故障に見舞われるなど、数々の逆境が襲った。特にカプチャックとジャバーを欠くフロントコートの薄さは深刻だった。幸いにもジャバーはすぐに復帰したが、リバウンドなどでレイカーズが不利になる場面が度々見られた。
レイカーズを救ったのは意外な人物だった。ボブ・マカドゥーはバッファロー・ブレーブスを離れてからはどのチームにも上手く機能できず、ジャーニーマンと化してこのシーズンにレイカーズに辿り着いた。マカドゥーはレイカーズでようやく居場所を見つけ、特に重要な場面での得点などでチームに貢献した。またシーズン前には契約交渉でチームと険悪な関係になっていたカート・ランビスはカプチャックの離脱後、43試合に先発出場し、カプチャックの不在を補った。
パット・ライリーはポール・ウェストヘッドに誘われてレイカーズのアシスタント・コーチとなった身であり、ウェストヘッドの忠実な部下だった。ウェストヘッドの急な解任によって昇格しただけで、ライリーのヘッドコーチ就任は周囲も、そして本人も望んだことではなかった。ライリーは戸惑いながらもチームの指揮を採り始め、ポイントガードとしては並外れた長身で優れた視野とパスセンスを持つマジックの長所を活かすため、ランニングゲームによりオープンの選手を作り出すラン&ガン戦術を採り入れた。ライリーの戦術はすぐには成功せず、シーズン中盤はやや不安定な時期を過ごしたが、それでも57勝25敗の好成績を記録し、カンファレンストップの成績を収めた。
ライリーの戦術は徐々にチームに浸透し始め、シーズン終盤に上がり始めた調子はプレーオフに入るとピークに達した。レイカーズはフェニックス・サンズ、サンアントニオ・スパーズを8戦全勝で蹴散らし、圧倒的な強さでファイナルに勝ち進んだのである。
レイカーズがファイナル進出を決めていた頃、イースタン決勝ではボストン・セルティックスとフィラデルフィア・76ersが激戦を繰り広げていた。当時イースタン最大のライバル同士だった両チームのカンファレンス決勝での対決は、これで3年連続である。第7戦までもつれた末、最後はジュリアス・アービングを擁する76ersが120-106でセルティックスを降し、2年ぶりのファイナル進出を決めた。ボストン・ガーデンで行われた第7戦終了後、セルティックスのファンは「Beat L.A！」の大合唱で76ersを送り出した。76ersは2年前の雪辱を果たすべく、レイカーズが待つファイナルの大舞台に乗り込んだ。

#### 第1戦
プレーオフを8戦全勝で勝ち上がったレイカーズは、ファイナル初戦まで12日間もの空白ができた。一方セルティックスとの激戦を制してファイナルに勝ちあがってきた76ersは、その余勢を駆って第1戦を有利に運んだ。第3Q中盤には76ersが15点までリードを広げたが、しかしここからレイカーズのゾーントラップが利き始め、76ersのオフェンスが失速。換わりにレイカーズのオフェンスが爆発し、最後の11分では76ersの9得点に対し、レイカーズは40得点も積み重ね、124-117で76ersを破った。敗北した76ersのヘッドコーチ、ビリー・カニンガムはレイカーズのゾーントラップは、試合には全く影響しなかったとコメントしながらも、ゾーントラップはイリーガルディフェンス（実質ゾーンディフェンスを禁止とするNBA独自のルール）に抵触するのではないかと批判した。

#### 第2戦
カニンガムの批判を受け、パット・ライリーはディフェンスプランに変更を加え、ゾーントラップを抑えて、かわりにマジック・ジョンソンをジュリアス・アービングにマッチアップさせた。しかしアービングの動きにマジックは着いていけず、アービングは24得点16リバウンドを記録。またカニンガムはカリーム・アブドゥル＝ジャバー対策としてコールドウェル・ジョーンズ、ダリル・ドーキンスら76ersのセンター陣を総動員させた。その結果レイカーズのオフェンスリバウンド6本に対し、76ersは38本、セカンドチャンスポイントは50得点にのぼった。ライリーの戦略ミスとカニンガムの的確な指示で76ersが110-94で勝利。76ersはモーリス・チークスが19得点8アシスト、コールドウェル・ジョーンズが12得点11リバウンド、ボビー・ジョーンズ、クリント・リチャードソンがそれぞれ10得点するなど、バランスの良いオフェンスを展開した。

#### 第3戦
ロサンゼルスに戦いの場を移した第3戦は、ホームのレイカーズが終始試合を支配し、129-108でレイカーズが完勝した。レイカーズはノーム・ニクソンが29得点を記録。76ersはアンドリュー・トニーがゲームハイの36得点、アービングが21得点を記録した。

#### 第4戦
ライリーは第4戦で得意のラン&ガンから一転、ジャバーを中心としたハーフコートオフェンスを展開し、さらにゾーントラップを復活させた。ライリーの戦術が功を奏し、レイカーズが110-101で3連勝して優勝に王手を掛ける。ジャマール・ウィルクスとマジックはそれぞれ24得点、ジャバーは22得点、ベンチスタートのボブ・マカドゥーは19得点、カート・ランビスは11リバウンドを記録した。

#### 第5戦
シリーズの流れは完全にレイカーズに傾いていたが、フィラデルフィアに戻った第5戦ではダリル・ドーキンスが奮起し、渾身のディフェンスでジャバーを6点に抑えると自らは20得点9リバウンドを記録。135-102で76ersが圧勝し、崖っぷちで踏みとどまった。

#### 第6戦
第5戦の圧勝は76ersに望みを繋げたが、しかし第6戦では第5戦の殊勲者ドーキンスがファウルトラブルに陥り、20分しかプレイできなかった。試合はレイカーズが序盤からリードを奪って前半を66-57の9点リードで折り返した。第3Qでは76ersのディフェンスに掴まり、レイカーズは失速して20得点に抑えられ、点差も詰められるが、第4Qに入るとレイカーズが76ersを一気に突き放し、11点のリードを奪った。76ersはこの日30得点のアンドリュー・トニーと29得点のアービングが最後の抵抗を試み、残り4分を切ったところで103-100の3点差にまで迫った。しかしジャバーとウィルクスが76ersの前に立ちはだかり、最後はジャバーが外したフリースローをウィルクスがフォローして114-104でレイカーズが76ersを降し、4勝2敗で2年ぶり8回目の優勝を決めた。
ウィルクスは27得点を記録。16得点9リバウンド3ブロックを記録したボブ・マカドゥーは、かつての利己的なプレイヤーから生まれ変わり、初のチャンピオンリングを手に入れた。ファイナルMVPには第7戦で13得点13リバウンド13アシストのトリプルダブルを達成したマジック・ジョンソンが選ばれたが、一部のメディアは他にもっと相応しい選手が居るのではないかとマジック2度目の受賞に疑問を持った。パット・ライリーはヘッドコーチ就任1年目で早くも最初の優勝を手に入れた。彼が導入したラン&ガンは"ショータイム"という特別な名を与えられ、一世を風靡することになる。
一方、76ersは毎年優勝候補に名を連ねながらも優勝に手が届かず、そしてこの年はまたしてもレイカーズの前に夢破れた。76ersが優勝を手にするには、最後のピースを埋める必要があった。

#### 結果
ロサンゼルス・レイカーズ 4-2 フィラデルフィア・76ers　　ファイナルMVP：マジック・ジョンソン
第1戦
5月27日 （フィラデルフィア）： レイカーズ 124, 76ers 117
第2戦
5月30日 （フィラデルフィア）： 76ers 110, レイカーズ 94 
第3戦
6月1日 （ロサンゼルス）：  レイカーズ 129, 76ers 108 
第4戦
6月3日 （ロサンゼルス）：  レイカーズ 111, 76ers 101 
第5戦
6月6日 （フィラデルフィア）：  76ers 135, レイカーズ 102 
第6戦
6月8日 （フィラデルフィア）：  レイカーズ 114, 76ers 104

## ラストシーズン
- ボブ・ダンドリッジ　（1969-82）　ミルウォーキー・バックスとワシントン・ブレッツで2度優勝を経験。
- ジョン・ジョンソン　（1970-82）
- ジョージ・マクギニス　（1971-82）　ABA出身でABAオールタイムチームにも選ばれている。
- ブライアン・テイラー　（1972-82）　ABA時代はスリーポイントシュート成功率1位に輝いたこともある。